# Diecezja Khammam
Diecezja Khammam – diecezja rzymskokatolicka w Indiach. Została utworzona w 1988 z terenu diecezji Warangal.

## Ordynariusze
- Joseph Rajappa † (1988–1989)
- Marampudi Joji † (1991–1996)
- Paul Maipan  (1997–2022)
- Prakash Sagili (2024–)